# Beverly (Ohio)
Beverly is een plaats (village) in de Amerikaanse staat Ohio, en valt bestuurlijk gezien onder Washington County.

## Demografie
Bij de volkstelling in 2000 werd het aantal inwoners vastgesteld op 1282.
In 2006 is het aantal inwoners door het United States Census Bureau geschat op 1306, een stijging van 24 (1,9%).

## Geografie
Volgens het United States Census Bureau beslaat de plaats een oppervlakte van
2,0 km², waarvan 1,9 km² land en 0,1 km² water. Beverly ligt op ongeveer 198 m boven zeeniveau.

## Plaatsen in de nabije omgeving
De onderstaande figuur toont nabijgelegen plaatsen in een straal van 20 km rond Beverly.